# Metopius iyoensis
Metopius iyoensis là một loài tò vò trong họ Ichneumonidae.